# Matej Jakúbek
Matej Jakúbek (* 19. ledna 1995, Galanta) je slovenský fotbalový záložník, od léta 2016 bez angažmá.

## Klubová kariéra
Svoji fotbalovou kariéru začal v FK Raven Považská Bystrica. Mezi jeho další kluby patří: MFK Dubnica, ŠK Slovan Bratislava a DAC 1904 Dunajská Streda (hostoval zde od února do června 2014 ze Slovanu Bratislava).
Se Slovanem se probojoval do základní skupiny I Evropské ligy 2014/15, kde číhali soupeři SSC Neapol (Itálie), AC Sparta Praha (Česko) a Young Boys Bern (Švýcarsko).